# Ed Cobb
Edward C. Cobb (25 de febrero de 1938 – 19 de septiembre de 1999) fue un músico, compositor y productor discográfico norteamericano, miembro de la banda The Four Preps.

## Carrera
Cobb fue miembro del grupo de pop vocal the Four Preps desde su descubrimiento en 1956 hasta 1966, fecha en la que abandonó la formación, tres años antes de la disolución de la banda.
Su composición más conocida fue el tema de estilo northern soul titulado "Tainted Love" que escribió parar Gloria Jones, y que la banda Soft Cell convirtió en uno de los mayores éxitos internacionales de la música pop a principios de la década de 1980.
Cuando su carrera de intérprete finalizó, Cobb comenzó a ejercer como productor discográfico e ingeniero de audio para artistas como the Standells, the Lettermen, the Chocolate Watch Band, the Piltdown Men, Fleetwood Mac, Steely Dan y Pink Floyd. Cobb también compuso éxitos como "Dirty Water" para the Standells, "Every Little Bit Hurts" para Brenda Holloway y "Tainted Love" para Gloria Jones.
Como productor musical e ingeniero de audio, Cobb consiguió 32 discos de oro y platino y tres nominaciones a los Premios Grammy.
Cobb falleció de leucemia el 19 de septiembre de 1999 en Honolulu, Hawái, a la edad de 61.

## Canciones
Cobb escribió o coescribió temas de gran éxito interpretados por artistas de prestigio entre los que cabe destacar:
- "Barracuda" – The Standells
- "Heartbeat" – Gloria Jones, posteriormente interpretada por the Remo Four
- "Brontosaurus Stomp" – The Piltdown Men
- "Dirty Water" – The Standells
- "Every Little Bit Hurts" – Brenda Holloway, the Small Faces, Jimi Hendrix, George Clinton, the Spencer Davis Group, the Clash, the Jam, Alicia Keys
- "I'll Always Love You" – Brenda Holloway
- "No Way Out" – The Chocolate Watch Band
- "Sometimes Good Guys Don't Wear White" – The Standells, posteriormente interpretada por Minor Threat, the Outlets y the Vaccines
- "Tainted Love" – originalmente creada para Gloria Jones en 1964 y posteriormente grabada por la banda británica Soft Cell en 1981 alcanzando el número 1 de las listas de éxitos en 17 países y convirtiéndose en uno de los mayores éxitos de la música pop de los 80.